# Уса (притока Німану, верхня)
Уса́ (біл. Уса́) — річка в Білорусі, протікає в Дзержинському і Узденського районах Мінської області, права притока Німану. Довжина річки — 115 км, площа водозбірного басейну — 1 345 км², середній ухил річки 1,3 м/км, середня витрата води в гирлі — 6,3 м³/с.
Річка починається в Дзержинському районі на захід від села Шишки. Тече південними схилами Мінської височини. У середній течії перетікає в Узденський район. Основний напрям течії — південь.
Долина звивиста, у верхній частині V-подібна (ширина 300—500 м), а нижче трапецієподібна, розширюється до 2 км. Заплава двостороння, шириною 200—400 м, нижче впадання Уздянки 1-2 км, пересічена численними старицями і осушувальними каналами. Русло протягом 5,5 км (від с. Сакович до с. Черніковщина) каналізовані, на кінці сильно звивисте. Ширина річки в межень 7-10 м. Замерзає у середині грудня, льодохід у середині березня. Поблизу с. Уса є ставок площею 0,08 км².
Основні притоки:
- ліві: Вязенська[be], Рапуса, Уздянка[be];
- праві: Студянка, Перотуть[be].

Долина Уси щільно заселена, на річці стоїть велике число сіл, найбільші з них: Путчино, Саковічи, Наслєднікі, Юцкі, Повусся, Мошніца, Великі та Малі Новосілки, Черніковщина, Невелічи, Петковічи, Кукшовічи, Ляховічи, Леніне, Мала і Велика Уса, Камєнка, Літвяни, Кухтічи, Семеновічи, Нізок, Подсадські. У середній течії річка протікає між Дзержинським і Фаніполем, а нижче — між Уздою і Негорілим.
Впадає в Німан біля села Пісочне поруч з гирлом Лоші. Висота гирла — 157,2 м над рівнем моря. Нижче від впадання Уси і Лоші річка Німанець починає іменуватися Німан.